# Brisbane International 2013
Tenisový turnaj Brisbane International 2013 byla společná událost mužského okruhu ATP World Tour a ženského okruhu WTA Tour, hraná v areálu Queensland Tennis Centre na otevřených dvorcích s tvrdým povrchem. Konala se na úvod sezóny mezi 30. prosincem 2012 až 6. lednem 2013 v brisbaneském Tennysonu jako pátý ročník turnaje.
Mužská polovina se řadila do kategorie ATP World Tour 250 a ženská pak do WTA Premier Tournaments. Turnaj představoval první událost Australian Open Series, která vyvrcholila úvodním grandslamem roku.

## Dvouhra mužů

### Nasazení
| Stát               | Hráč                | ATP1 | Nasazení |
| ------------------ | ------------------- | ---- | -------- |
| Spojené království | Andy Murray         | 3.   | 1.       |
| Kanada             | Milos Raonic        | 13.  | 2.       |
| Francie            | Gilles Simon        | 16.  | 3.       |
| Ukrajina           | Alexandr Dolgopolov | 18.  | 4.       |
| Japonsko           | Kei Nišikori        | 19.  | 5.       |
| Německo            | Florian Mayer       | 28.  | 6.       |
| Rakousko           | Jürgen Melzer       | 29.  | 7.       |
| Slovensko          | Martin Kližan       | 30.  | 8.       |

- 1 Žebříček ATP k 12. listopadu 2012.

### Jiné formy účasti
Následující hráčí obdrželi divokou kartu do hlavní soutěže:
- Matthew Ebden
- Lleyton Hewitt
- Benjamin Mitchell

Následující hráči postoupili z kvalifikace:
- Ryan Harrison
- Denis Kudla
- Jesse Levine
- John Millman
  -  Igor Kunicyn – jako šťastný poražený

### Odhlášení
- Paul-Henri Mathieu (osobní důvody)
- Radek Štěpánek (oční infekce)

### Skrečování
- Jarkko Nieminen (migréna)
- Kei Nišikori (poranění levého kolena)

## Mužská čtyřhra

### Nasazení
| Stát      | Hráč           | Stát          | Hráč          | ATP1 | Nasazení |
| --------- | -------------- | ------------- | ------------- | ---- | -------- |
| Rakousko  | Jürgen Melzer  | Kanada        | Milos Raonic  | 39.  | 1.       |
| Rakousko  | Alexander Peya | Brazílie      | Bruno Soares  | 41.  | 2.       |
| Slovensko | Martin Kližan  | Spojené státy | Scott Lipsky  | 55.  | 3.       |
| Brazílie  | Marcelo Melo   | Španělsko     | Tommy Robredo | 68.  | 4.       |

- 1 Žebříček ATP k 12. listopadu 2012.

### Jiné formy účasti
Následující dvojice obdrželi divokou kartu do hlavní soutěže:
- Chris Guccione /  Lleyton Hewitt
- Matthew Ebden /  Marinko Matosevic

Následující pár nastoupil do hlavní soutěže z pozice náhradníka:
- John Peers /  John-Patrick Smith

### Odhlášení
- Radek Štěpánek

### Skrečování
- Kei Nišikori

## Ženská dvouhra

### Nasazení
| Stát          | Hráčka              | WTA1 | Nasazení |
| ------------- | ------------------- | ---- | -------- |
| Bělorusko     | Viktoria Azarenková | 1.   | 1.       |
| Rusko         | Maria Šarapovová    | 2.   | 2.       |
| Spojené státy | Serena Williamsová  | 3.   | 3.       |
| Německo       | Angelique Kerberová | 5.   | 4.       |
| Itálie        | Sara Erraniová      | 6    | 5        |
| Česko         | Petra Kvitová       | 8.   | 6.       |
| Austrálie     | Samantha Stosurová  | 9.   | 7.       |
| Dánsko        | Caroline Wozniacká  | 10.  | 8.       |

- 1 Žebříček WTA k 12. listopadu 2012.

### Jiné formy účasti
Následující hráčky obdržely divokou kartu do hlavní soutěže:
- Jarmila Gajdošová
- Olivia Rogowská

Následující hráčky postoupily z kvalifikace:
- Bojana Bobusicová
- Xenija Pervaková
- Olga Pučkovová
- Mónica Puigová
  -  Lesja Curenková – jako šťastná poražená

### Odhlášení
- Maria Šarapovová (poranění pravé klíční kosti)

### Skrečování
- Viktoria Azarenková (poranění palce nohy)

## Ženská čtyřhra

### Nasazení
| Stát          | Hráčka                  | Stát          | Hráčka                            | WTA1 | Nasazení |
| ------------- | ----------------------- | ------------- | --------------------------------- | ---- | -------- |
| Itálie        | Sara Erraniová          | Itálie        | Roberta Vinciová                  | 3.   | 1.       |
| Spojené státy | Liezel Huberová         | Španělsko     | María José Martínezová Sánchezová | 23.  | 2.       |
| Spojené státy | Raquel Kopsová-Jonesová | Spojené státy | Abigail Spearsová                 | 27.  | 3.       |
| Německo       | Anna-Lena Grönefeldová  | Česko         | Květa Peschkeová                  | 35.  | 4.       |

- 1 Žebříček WTA k 12. listopadu 2012.

### Jiné formy účasti
Následující pár obdržel divokou kartu do hlavní soutěže::
- Jarmila Gajdošová /  Olivia Rogowská

## Přehled finále

### Mužská dvouhra
- Andy Murray vs.  Grigor Dimitrov, 7–6, 6–4

Andy Murray si připsal 25. singlový titul kariéry.

### Ženská dvouhra
- Serena Williamsová vs.  Anastasija Pavljučenkovová, 6–2, 6–1

Serena Williamsová získala 47. singlový titul kariéry a prodloužila svou neporazitelnost na šestnáct utkání.

### Mužská čtyřhra
- Marcelo Melo /  Tommy Robredo vs.  Eric Butorac /  Paul Hanley, 4–6, 6–1, [10–5]

### Ženská čtyřhra
- Bethanie Matteková-Sandsová /  Sania Mirzaová vs.  Anna-Lena Grönefeldová /  Květa Peschkeová, 4–6, 6–4, [10–7]